# Lebia tuckeri
Lebia tuckeri är en skalbaggsart som beskrevs av Thomas Casey. Lebia tuckeri ingår i släktet Lebia och familjen jordlöpare. Inga underarter finns listade i Catalogue of Life.